# Hong Kong Baptist University
Die Hong Kong Baptist-Universität, kurz: HKBU, (chinesisch 香港浸會大學 / 香港浸会大学, Pinyin Xiānggǎng Jìnhuì Dàxué, Jyutping Hoeng1gong2 Zam3wui2 Daai6hok6) wurde 1956 von der Baptist Convention of Hong Kong mit Unterstützung der American Baptists als Hong Kong Baptist College (1956 als 香港浸會書院, 1972 als 香港浸會學院) gegründet. Sie gehörte damals zur nicht universitären Bildungsstätte der höheren Bildung im kolonialen Hongkong. Sie ist die drittälteste tertiäre Bildungseinrichtung der Stadt und zusammen mit der Hong Kong Polytechnic University die viertälteste Universität Hongkongs. Bis zur Anerkennung als Hochschule 1994 war der Name dieser tertiären Bildungseinrichtung Hong Kong Baptist College. Die Universität befindet sich im Kowloon City District im Stadtteil Kowloon Tong von Kowloon. Die HKBU ist eine der neun öffentlichen Universitäten in Hongkong.
Die HKBU ist eine Campus-Universität mit insgesamt sechs Campus verteilt in den beiden Regionen der Stadt auf dem Festland auf der Halbinsel von Kowloon und im Hinterland von New Territories. (Stand 2021) Der Großteil der Campus (vier) befindet sich in Kowloon und der Rest (zwei) in den New Territories. Der Hauptcampus der Universität konzentriert sich im Westen von Kowloon (西九龍) im Stadtteil Kowloon Tong mit den drei Campus Ho Sin Hang Campus (1966), Shaw Campus (1995) und Baptist University Road Campus (1998). Daneben gibt es den Kai Tak Campus (2005) für Bildende Kunst (englisch Visual Arts) in Ost-Kowloon (東九龍) auf dem neuen Entwicklungsgebiet Kai Tak Development Area, kurz KTDA, dem Gelände des ehemaligen innerstädtischen Flughafens Kai Tak. In den New Territories befindet sich den beiden Campus von Shek Mun (2006) in Sha Tin- und den Tsuen Wan Campus (2019) im Tsuen Wan-Distrikt. Auf dem Shaw Campus befindet sich die Universitätsbibliothek, die Hauptbibliothek der Uni. Diese Bibliothek ist nur dem Personal und Studenten der HKBU geöffnet. Sie verteilt sich auf sieben Stockwerke des Gebäudes. Die Archive zur christlichen Geschichte in China und der zeitgenössischen chinesischen Forschungssammlung ist von besonderer Bedeutung.

## Fakultäten
Die Universität hat folgende Fakultäten bzw. Fachbereichen:
- Faculty of Arts
- School of Business
- School of Chinese Medicine
- School of Communication
- School of Continuing Education
- Faculty of Science
- Faculty of Social Science
- School of Creative Arts
- Graduate School
- Academy of Visual Arts
- Academy of Music